# Benoisey
Benoisey ist eine französische Gemeinde mit 96 Einwohnern (Stand: 1. Januar 2022) im Département Côte-d’Or in der Region Bourgogne-Franche-Comté. Sie gehört zum Arrondissement Montbard und zum gleichnamigen Kanton Montbard.
Nachbargemeinden sind Courcelles-lès-Montbard im Norden, Fresnes im Nordosten, Seigny im Osten, Grignon im Süden und Montigny-Montfort im Westen.

## Bevölkerungsentwicklung
| Jahr                       | 1962 | 1968 | 1975 | 1982 | 1990 | 1999 | 2008 | 2015 |
| -------------------------- | ---- | ---- | ---- | ---- | ---- | ---- | ---- | ---- |
| Einwohner                  | 114  | 90   | 76   | 81   | 88   | 76   | 72   | 99   |
| Quellen: Cassini und INSEE |      |      |      |      |      |      |      |      |